# Sylvanès

Sylvanès este o comună în departamentul Aveyron din sudul Franței. În 1 ianuarie 2022 avea o populație de 116 de locuitori.